# Tessaropa luctuosa
Tessaropa luctuosa är en skalbaggsart som beskrevs av Fernando de Zayas 1975. Tessaropa luctuosa ingår i släktet Tessaropa och familjen långhorningar.
Artens utbredningsområde är Kuba. Inga underarter finns listade i Catalogue of Life.